# King of Bandit Jing
King of Bandit Jing (jap. 王ドロボウJING Ō Dorobou Jing) ist ein Manga des Zeichners Yuichi Kumakura, der auch als Anime verfilmt wurde. Er lässt sich dem Shōnen-Genre zuordnen. Der Manga wird mit King of Bandit Jing:Bottle fortgesetzt.

## Handlung
Der Junge Jing nennt sich den König der Diebe und wandert zusammen mit seinem treuen Weggefährten Kir, einem krähenartigen Vogel, durch die Welt auf der Suche nach Schätzen, die unbezahlbar sind. Dabei kommt er durch verschiedene Städte, die sehr phantasievoll gestaltet sind und jeweils ein bestimmtes Thema haben. So gibt es zum Beispiel die Stadt der Musik, in der alle ununterbrochen musizieren. Er trifft verschiedene Personen, zumeist Mädchen, denen er hilft, wobei er sich der Waffe Kir Royal bedient, die der Vogel Kir darstellt. Er vergisst allerdings nie sich zuletzt doch noch einen bestimmten Schatz anzueignen.

## Charaktere
- Jing – ist ein Junge und der König der Diebe. Wer er ist, woher er kommt und ob er Familie hat, wird lange Zeit nicht verraten. Er ist immer sehr ruhig.
- Kir – ist ein Vogel und Jings ständiger Begleiter. Ein sehr vorwitziges Wesen, das sich gerne und häufig in verschiedene Mädchen verliebt und Jing dann dazu überredet, diese zu retten. Wenn er auf Jings Arm springt verwandelt er sich auf dessen Befehl in eine Waffe und speit eine Art Energieball.

## Veröffentlichungen
Die erste Serie ist in Japan seit 1995 bei Kōdansha und in Deutschland 2002 bei Dino Comics veröffentlicht worden und ist mit 7 Bänden abgeschlossen. In Amerika wurde die Serie von Tokyopop lizenziert. King of Bandit Jing:Bottle erscheint seit 2003 bei Planet Manga und ist auch in Japan noch nicht abgeschlossen und umfasst bis jetzt 7 Bände.
Es existieren eine TV-Serie und 3 OVAs, von denen letztere bereits in Deutschland bei ADV Films Germany und in den USA bei ADV Films erschienen sind. Die Serie wurde 2002 von Studio DEEN produziert.

### Synchronsprecher
| Rolle    | japanischer Sprecher (Seiyū) |
| -------- | ---------------------------- |
| Jing     | Mitsuki Saiga                |
| Kir      | Ryusei Nakao                 |
| Postino  | Shinichiro Miki              |
| Stir     | Mayumi Izuka                 |
| Vodka    | Daisuke Gori                 |
| Izarra   | Kotono Mitsuishi             |
| Rose     | Yukari Tamura                |
| Elixer   | Satsuki Yukino               |
| Drambuie | Kazuhiro Nakata              |
| Vermouth | Masayo Kurata                |